# (35702) 1999 FN9
1999 FN9 (asteroide 35702) é um asteroide da cintura principal. Possui uma excentricidade de 0.11745870 e uma inclinação de 3.96664º.
Este asteroide foi descoberto no dia 22 de março de 1999 por LONEOS em Anderson Mesa.